# Liste der Abgeordneten zum Galizischen Landtag (II. Wahlperiode)
Diese Liste der Abgeordneten zum Galizischen Landtag (II. Wahlperiode) listet alle Abgeordneten zum Galizischen Landtag des Kronlandes Galizien und Lodomerien in der II. Wahlperiode auf. Die Wahlperiode reichte von 1867 bis 1870.

## Sessionen
Die II. Wahlperiode umfasste drei Sessionen:
- I. Session: vom 18. Februar bis zum 2. März 1867
- II. Session: vom 22. August bis zum 10. Oktober 1868
- III. Session: vom 15. September bis zum 13. November 1869

Mit dem 31. Mai 1870 wurde der Landtag durch ein Kaiserliches Patent aufgelöst.

## Landtagsabgeordnete
Die Tabelle enthält im Einzelnen folgende Informationen:
| Name:        | Name des Abgeordneten |
| Wahlklasse:  | Die dem Klassenwahlrecht entsprechende Wahlklasse bzw. Kurie: I. Wahlklasse = Virilstimme (Bischöfe und Rektoren); II: Adelige des Großen Grundbesitzes; III: Handels- und Gewerbekammer; IV: Zensuswahlklasse unterteilt nach Städten/Orten bzw. Landgemeinden; |
| Region:      | Die im Wahlbezirk enthaltenen Städte bzw. Gerichtsbezirke (Landgemeindewahlbezirke) |
| Anmerkungen: | Veränderungen während der Periode durch Tod, Mandatsverzicht oder spätere Angelobung |

| Name                             | Wahlklasse                 | Region                                                         | Anmerkung |
| -------------------------------- | -------------------------- | -------------------------------------------------------------- | --- |
| Alojzy Józef                     | Virilstimme                | römisch-katholischer Bischof von Tarnów                        | |
| Baczkowski Juwenal               | Großgrundbesitz            | 1. Wahlkreis Krakau                                            | |
| Badeni Władysław                 | Großgrundbesitz            | 13. Wahlkreis Stryj                                            | |
| Barewycz Toma                    | Großgrundbesitz            | 14. Wahlkreis Stanisławów                                      | |
| Barkowski Aleksander             | Großgrundbesitz            | 9. Wahlkreis Sambor                                            | |
| Barszez Sebastian                | Landgemeinden              | 55. Wahlkreis Gorlice, Biecz                                   | |
| Battaglia Karol                  | Landgemeinden              | 41. Wahlkreis Złoczów, Gliniany                                | die ursprüngliche Wahl von Jan Naumowicz wurde annulliert, Battaglia am 12. Dezember 1867 gewählt                                                                                               |
| Baworowski Włodzimierz           | Landgemeinden              | 40. Wahlkreis Trembowla, Złotniki                              | |
| Bazylewicz Jan                   | Landgemeinden              | 17. Wahlkreis Jaworów, Krakowiec                               | |
| Bocheński Antoni                 | Großgrundbesitz            | 2. Wahlkreis Brzeziny                                          | |
| Bodnar Jan                       | Landgemeinden              | 44. Wahlkreis Załosce, Zborów                                  | |
| Borysikiewicz Jan                | Landgemeinden              | 10. Wahlkreis Kopyczyńce, Husiatyn                             | schied 1869 aus |
| Chrzanawski Lean                 | Großgrundbesitz            | 1. Wahlkreis Krakau                                            | |
| Ciehorz Michał                   | Landgemeinden              | 65. Wahlkreis Limanowa, Skrzydlna                              | |
| Cieński Ludomir                  | Landgemeinden              | 12. Wahlkreis Horodenka, Obertyn                               | |
| Cywiński Zenon                   | Großgrundbesitz            | 2. Wahlkreis Brzeziny                                          | |
| Czaczkowski Jan                  | Landgemeinden              | 29. Wahlkreis Bohorodczany, Sołotwina                          | |
| Czajkowski Jan                   | Großgrundbesitz            | 10. Wahlkreis Żółkiew                                          | |
| Czartaryski Kanstanty            | Großgrundbesitz            | 7. Wahlkreis Ternopil                                          | |
| Czartoryski Jerzy                | Städte                     | 7. Wahlkreis Jaroslaw                                          | |
| Delkiewicz J6zef                 | Virilstimme                | Rektor der Universität Lemberg                                 | |
| Ditrych Antoni                   | Landgemeinden              | 56. Wahlkreis Dukla, Krosno, Żmigród                           | |
| Dubs Marek                       | Städte                     | 1. Wahlkreis Lemberg                                           | übernahm das Mandat vor der 3. Sitzung im Jahr 1869 |
| Dunajewski Julian                | Virilstimme                | Jagiellonen-Universität                                        | |
| Dzerowicz Hipolit                | Landgemeinden              | 4. Wahlkreis Bóbrka, Chodorów                                  | |
| Działoszyński Michał             | Landgemeinden              | 30. Wahlkreis Monasterzyska, Buczacz                           | war von 1868 bis 1869 Abgeordneter |
| Dziewoński Marein                | Landgemeinden              | 53. Wahlkreis Wieliczka, Podgórze, Dobczyce                    | |
| Dziubaty Sebastian               | Landgemeinden              | 37. Wahlkreis TarnopolIhrowice, Mikulińce                      | |
| Dzwonkowski Edward               | Großgrundbesitz            | 6. Wahlkreis Tarnów                                            | |
| Fihauser Konrad                  | Landgemeinden              | 64. Wahlkreis Nowy Targ, Krościenko                            | |
| Galecki Antoni Junosza           | Virilstimme                | Titularbischof von Amathus                                     | |
| Gniewosz Edward                  | Großgrundbesitz            | 8. Wahlkreis Sanok                                             | |
| Gnoiński Jan                     | Großgrundbesitz            | 10. Wahlkreis Żółkiew                                          | |
| Gnoiński Michał                  | Großgrundbesitz            | 4. Wahlkreis Złoczów                                           | |
| Gnoiński Michał                  | Großgrundbesitz            | 5. Wahlkreis Czortków                                          | Die ursprünglich gewählten Włodzimierz Dzieduszycki und Kazimierz Wodzicki nahmen das Mandat nicht an.                                                                                          |
| Golejewski Antoni                | Großgrundbesitz            | 15. Wahlkreis Kolomyia                                         | |
| Gołuchowski Agenor               | Städte                     | 1. Wahlkreis Lemberg                                           | trat vor der 3. Sitzung 1869 zurück |
| Grocholski Kazimierz             | Großgrundbesitz            | 7. Wahlkreis Ternopil                                          | |
| Gross Piotr                      | Großgrundbesitz            | 9. Wahlkreis Sambor                                            | |
| Gulak Jan                        | Landgemeinden              | 8. Wahlkreis Borszczów, Mielnica                               | |
| Guszalewicz Jan                  | Landgemeinden              | 34. Wahlkreis Dolina, Bolechów, Rożniatów                      | |
| Halik Aleksander                 | Landgemeinden              | 18. Wahlkreis Mościska, Sądowa Wisznia                         | |
| Halka Ignacy                     | Landgemeinden              | 10. Wahlkreis Kopyczyńce, Husiatyn                             | wurde am 16. März 1869 als Nachfolger von Jan Borysikiewicz gewählt |
| Haller-Hallenburg Cezary         | Großgrundbesitz            | 1. Wahlkreis Krakau                                            | |
| Hasso Agopsawicz Kajetan de      | Großgrundbesitz            | 15. Wahlkreis Kolomyia                                         | |
| Hausner Alfred                   | Handels- und Gewerbekammer | Brody                                                          | |
| Helcel Ludwik                    | Handels- und Gewerbekammer | Krakau                                                         | trat nach der 2. Sitzung zurück |
| Hönigsman Oswald                 | Städte                     | 6. Wahlkreis Brody                                             | |
| Hoszard Franciszek               | Landgemeinden              | 51. Wahlkreis Bochnia, Niepołomice, Wiśnicz                    | |
| Hubicki Karol                    | Großgrundbesitz            | 4. Wahlkreis Złoczów                                           | |
| Hubicki Karol                    | Großgrundbesitz            | 5. Wahlkreis Czortków                                          | |
| Iszczuk Roman                    | Landgemeinden              | 42. Wahlkreis Łopatyn, Brody, Radziechów                       | |
| Jabłanowski Józef Prus           | Großgrundbesitz            | 14. Wahlkreis Stanisławów                                      | |
| Jakubik Ignacy                   | Landgemeinden              | 16. Wahlkreis Jaroslaw, Sieniawa, Ginilewicz                   | |
| Janowski Ambroży                 | Landgemeinden              | 48. Wahlkreis Rawa, Niemirów:                                  | |
| Kabat Maurycy                    | Städte                     | 14. Wahlkreis Stryj                                            | |
| Kamiński Ignacy                  | Städte                     | 4. Wahlkreis Stanisławów                                       | |
| Kiemiczny Daniel                 | Landgemeinden              | 39. Wahlkreis Zbaraż, Medyń                                    | |
| Kocko Bazyli                     | Landgemeinden              | 21. Wahlkreis Drohobycz, Podbuż                                | |
| Koczyndyk Demeter                | Städte                     | 8. Wahlkreis Drohobycz                                         | wurde am 21. August 1868 als Nachfolger von Jan Zych gewählt |
| Koczyński Michał                 | Städte                     | 10. Wahlkreis Nowy Sącz                                        | ursprünglich war hier Paulin Kosiński gewählt worden, der jedoch ein Mandat der IV. Kurie annahm. Koczyńskis Wahl fand am 20. Jänner 1868 statt                                                 |
| Koroluk Aleksander               | Landgemeinden              | 28. Wahlkreis Stanisławów, Halicz                              | |
| Kosiński Paulin                  | Landgemeinden              | 1. Wahlkreis Lemberg, Winniki, Szczerzec                       | ursprünglich war in diesem Wahlkreis Karol Piwocki gewählt worden |
| Kowalski Bazyli                  | Landgemeinden              | 15. Wahlkreis Przemyśl, Niżankowice                            | |
| Kowbasiuk Michał                 | Landgemeinden              | 11. Wahlkreis Kolomyja, Gwoździec, Peczeniżyn                  | |
| Kozłowski Zygmunt                | Großgrundbesitz            | 8. Wahlkreis Sanok                                             | |
| Koźmian Stanislaw                | Großgrundbesitz            | 6. Wahlkreis Tarnów                                            | am 1. Oktober 1869 als Nachfolger von Stanisław Starowieyski gewählt |
| Krainski Maurycy                 | Großgrundbesitz            | 3. Wahlkreis Przemyśl                                          | |
| Krasicki Józef                   | Landgemeinden              | 43. Wahlkreis Busk, Kamionka Strumiłowa, Olesko                | zunächst wurde die Wahl von Illko Zahorojko in diesem Wahlkreis annulliert. Auch die zweite Wahl aus der Krasicki als Sieger hervorging wurde annulliert. Erst die dritte Wahl wurde genehmigt. |
| Krzeczunowicz Kornel             | Großgrundbesitz            | 16. Wahlkreis Lemberg                                          | |
| Krzyżianowski Gabriel            | Landgemeinden              | 30. Wahlkreis Monasterzyska, Buczacz                           | seine Wahl wurde 1868 annulliert. Ab 29. Jänner 1869 war er erneut Abgeordneter des Wahlbezirks                                                                                                 |
| Kulik Kazimierz                  | Landgemeinden              | 69. Wahlkreis Ropczyce, Kolbuszowa                             | |
| Kuziemski Michał                 | Landgemeinden              | 36. Wahlkreis Mikołajów, Żurawno                               | schied 1868 aus |
| Landesberger Maks                | Städte                     | 15. Wahlkreis Kołomyja                                         | |
| Laskosz Jakub                    | Landgemeinden              | 62. Wahlkreis Nowy Sącz, Grybów, Ciężkowice                    | |
| Ławrowski Julian                 | Landgemeinden              | 19. Wahlkreis Sambor, Stare Miasto, Stara Sól                  | |
| Lawrynowicz Mikolaj              | Landgemeinden              | 31. Wahlkreis Nadwórna, Delatyn                                | |
| Łepkaluk Kość                    | Landgemeinden              | 13. Wahlkreis Kosów, Kuty                                      | |
| Litwinowicz Spirydion            | Virilstimme                | griechisch-katholischer Erzbischof von Lemberg                 | |
| Łoś Włodzimierz                  | Großgrundbesitz            | 7. Wahlkreis Ternopil                                          | |
| Majer Józef                      | Städte                     | 2. Wahlkreis Krakau                                            | |
| Makowicz Bazyli                  | Landgemeinden              | 5. Wahlkreis Rohatyn, Bursztyn                                 | |
| Manasterski Jan                  | Landgemeinden              | 9. Wahlkreis Jazłowiec, Budzanów                               | |
| Manastyrski Antoni               | Virilstimme                | römisch-katholischer Bischof von Przemyśl                      | |
| Minkowicz Andrzej                | Landgemeinden              | 20. Wahlkreis Turka, Borynia                                   | |
| Morawski Hieronim                | Landgemeinden              | 47. Wahlkreis Lubaczów, Cieszanów                              | wurde zum Nachfolger von Szaszkiewicz gewählt, jedoch wurde seine Wahl am 15. September 1869 ebenfalls als ungültig angesehen                                                                   |
| Morgenstern Stanisław            | Landgemeinden              | 67. Wahlkreis Dąbrowa, Żabno                                   | |
| Nalepa Baltazar                  | Landgemeinden              | 52. Wahlkreis Brzesko, Radłów, Wojnicz                         | |
| Naurnowicz Jan                   | Landgemeinden              | 36. Wahlkreis Mikołajów, Żurawno                               | folgte am 10. November 1868 Michał Kuziemski nach |
| Niezabitawski Włodzirnierz       | Großgrundbesitz            | 9. Wahlkreis Sambor                                            | |
| Oskard Jan                       | Landgemeinden              | 63. Wahlkreis Stary Sącz, Krynica                              | seine Wahl wurde erst am 28. August 1868 genehmigt |
| Ozarkiewicz Jan                  | Landgemeinden              | 14. Wahlkreis Śniatyn, Zabłotów                                | die Wahl des ursprünglich in diesem Wahlkreis gewählten Wasyl Kuzyk wurde annulliert |
| Pajączkowski Józef               | Großgrundbesitz            | 10. Wahlkreis Żółkiew                                          | schied 1868 aus |
| Papczuk Stefan                   | Landgemeinden              | 7. Wahlkreis Zaleszczyki, Tłuste                               | |
| Paszkowski Franciszek            | Großgrundbesitz            | 1. Wahlkreis Krakau                                            | |
| Pawlikow Teofil                  | Landgemeinden              | 6. Wahlkreis Podhajce, Kozowa                                  | |
| Pfeiffer Emi                     | Landgemeinden              | 2. Wahlkreis Gródek, Janow                                     | |
| Pierwotnie Karol                 | Handels- und Gewerbekammer | Lemberg                                                        | der ursprünglich hier gewählt Józef Breuer nahm das Mandat nicht an |
| Pietruski Oktaw                  | Großgrundbesitz            | 13. Wahlkreis Stryj                                            | |
| Pietruszewicz Antoni             | Landgemeinden              | 35. Wahlkreis Kałusz, Wojniłów                                 | |
| Pilipow Demeter                  | Landgemeinden              | 32. Wahlkreis Tyśmienica, Tłumacz                              | |
| Polanowski Stanisław             | Landgemeinden              | 46. Wahlkreis Bełz, Uhnów, Sokal:                              | |
| Polański Tomasz                  | Virilstimme/Städte         | griechisch-katholischer Erzbischof von Przemyśl/Stadt Przemyśl | neben der Virilstimme war er auch im Stadtwahlkreis 3 gewählt worden |
| Popiel Michał                    | Städte                     | 13. Wahlkreis Sambor                                           | |
| Potocki Alfred                   | Landgemeinden              | 3. Wahlkreis Brzeżany, Przemyśl                                | |
| Potoeki Adam                     | Landgemeinden              | 50. Wahlkreis Chrzanów, Jaworzno, Krzeszowice                  | |
| Puszkarz Walenty                 | Landgemeinden              | 68. Wahlkreis Dębica, Pilzno                                   | |
| Rękas Tadeusz                    | Landgemeinden              | 60. Wahlkreis Rozwadów, Tarnobrzeg, Nisko                      | |
| Rogawski Karol                   | Landgemeinden              | 54. Wahlkreis Jasło, Brzostek, Frysztak                        | |
| Rulf Fryderyk                    | Virilstimme                | Rektor der Universität Lemberg                                 | |
| Rutowski Klemens                 | Städte                     | 11. Wahlkreis Tarnów                                           | |
| Rybarski Jan                     | Landgemeinden              | 66. Wahlkreis Tamów, Tuchów                                    | wurde am 30. September 1869 als Nachfolger von Paweł Sanguszko gewählt |
| Samelsohn Szymon                 | Städte                     | 2. Wahlkreis Krakau                                            | |
| Sanguszka Władysław              | Großgrundbesitz            | 6. Wahlkreis Tarnów                                            | trat vor der 3. Sitzung 1869 zurück |
| Sanguszko Paweł                  | Landgemeinden              | 66. Wahlkreis Tamów, Tuchów                                    | trat 1869 zurück |
| Sapieha Adam                     | Großgrundbesitz            | 4. Wahlkreis Złoczów                                           | |
| Sapieha Adam                     | Großgrundbesitz            | 5. Wahlkreis Czortków                                          | |
| Sapieha Leon                     | Großgrundbesitz            | 3. Wahlkreis Przemyśl                                          | |
| Sapruka Andrzej                  | Landgemeinden              | 45. Wahlkreis Żółkiew, Kulików, Mosty Wielkie                  | |
| Sawczyński Zygmunt               | Städte                     | 5. Wahlkreis Tarnopol                                          | |
| Seidler Antoni                   | Städte                     | 9. Wahlkreis Biała                                             | |
| Skrzyński Ludwik                 | Großgrundbesitz            | 8. Wahlkreis Sanok                                             | |
| Słupezy Marcin                   | Landgemeinden              | 59. Wahlkreis Leżajsk, Sokołów, Ulanów                         | |
| Smarzewski Seweryn               | Großgrundbesitz            | 3. Wahlkreis Przemyśl                                          | |
| Smolka Franciszek                | Städte                     | 1. Wahlkreis Lemberg                                           | schied vorzeitig aus |
| Solikowski Daniel                | Landgemeinden              | 61. Wahlkreis Tyczyn, Strzyiów                                 | |
| Starowieyski Stanisław           | Großgrundbesitz            | 6. Wahlkreis Tarnów                                            | |
| Stępek Wojciech                  | Landgemeinden              | 27. Wahlkreis Dubiecko, Brzozów                                | |
| Stuglik Maciej                   | Landgemeinden              | 71. Wahlkreis Wadowice, Kalwaria, Andrychów                    | er wurde erst am 12. Dezember 1867 gewählt, seine Wahl am 25. 9, 1868 bestätigt |
| Sycz Demeter                     | Landgemeinden              | 25. Wahlkreis Lisko, Baligród, Lutowiska                       | |
| Szaszkiewicza Grzegorza          | Landgemeinden              | 47. Wahlkreis Lubaczów, Cieszanów                              | seine Wahl wurde annulliert |
| Szeleszczyński Bonawentura       | Landgemeinden              | 58. Wahlkreis Łańcut, Przeworsk                                | |
| Szujski Józef                    | Großgrundbesitz            | 11. Wahlkreis Sadec                                            | ursprünglich war hier Faustyn Zuk-Skarszewski gewählt worden, der jedoch sein Amt nicht antrat                                                                                                  |
| Szulak Andrzej                   | Landgemeinden              | 23. Wahlkreis Łąka, Medenice                                   | |
| Szumanezowski Ludwik             | Landgemeinden              | 49. Wahlkreis Kraków, Mogiła, Liszki, Skawina:                 | |
| Szuszkiewicz Andrzej             | Landgemeinden              | 33. Wahlkreis Stryj, Skole                                     | starb vor der 3. Sitzung im Jahr 1869 |
| Szymonowicz Grzegorz             | Virilstimme                | katholischer Erzbischof von Lemberg                            | |
| Tamowski Stanisław               | Großgrundbesitz            | 12. Wahlkreis Rzeszów                                          | |
| Tarnowski Jan                    | Landgemeinden              | 70. Wahlkreis Mielec, Zassów                                   | |
| Tarosiewicz Franciszek           | Großgrundbesitz            | 2. Wahlkreis Brzeziny                                          | |
| Teliga Karol                     | Virilstimme                | Jagiellonen-Universität                                        | |
| Tomuś Jan                        | Landgemeinden              | 22. Wahlkreis Rudki, Komarno                                   | |
| Trzecieski Franciszek            | Großgrundbesitz            | 11. Wahlkreis Sadec                                            | |
| Tyszkowski Józef                 | Landgemeinden              | 26. Wahlkreis Dobromil, Ustrzyki, Bircza                       | |
| Weigel Ferdynand                 | Handels- und Gewerbekammer | Krakau                                                         | am 10. September 1869 als Nachfolger von Ludwik Helcel gewählt |
| Wężyk Leanard                    | Großgrundbesitz            | 1. Wahlkreis Krakau                                            | |
| Wierzchlejski Franciszek Ksawery | Virilstimme                | römisch-katholischer Erzbischof von Lemberg                    | |
| Wiśniowski Jan                   | Landgemeinden              | 57. Wahlkreis Rzeszów, Głogów                                  | |
| Wiśniowski Tadeusz               | Großgrundbesitz            | 10. Wahlkreis Żółkiew                                          | löste am 1. September 1868 Józef Pajączkowski ab |
| Włochowicz Michał                | Landgemeinden              | 38. Wahlkreis Skałat, Grzymałów                                | auf Grund von Konflikten in der Wahlkommission wurde das Mandat zunächst nicht vergeben. Die Wahl von Wlochowicz erfolgte am 29. Jänner 1869                                                    |
| Wodzicki Henryk                  | Großgrundbesitz            | 1. Wahlkreis Krakau                                            | |
| Wodzicki Ludwik                  | Großgrundbesitz            | 12. Wahlkreis Rzeszów                                          | |
| Wolny Józef                      | Landgemeinden              | 74. Wahlkreis Żywiec, Ślemień, Milówka                         | |
| Wyrobek Wacław                   | Landgemeinden              | 72. Wahlkreis Kenty, Biala, Oświęcim                           | |
| Zborowski Aleksander             | Landgemeinden              | 73. Wahlkreis Myślenice, Jordanów, Maków                       | Als Nachfolger von Jozef Zdun gewählt |
| Zbyszewski Wiktor                | Städte                     | 12. Wahlkreis Rzeszów                                          | |
| Zduń Józef                       | Landgemeinden              | 73. Wahlkreis Myślenice, Jordanów, Maków                       | schied 1868 aus |
| Ziemiałkowski Florian            | Städte                     | 1. Wahlkreis Lemberg                                           | übernahm das Mandat vor der dritten Sitzung im Jahr 1869 |
| Zyblikiewicz Mikołaj             | Städte                     | 2. Wahlkreis Krakau                                            | |
| Zych Jan                         | Städte                     | 8. Wahlkreis Drohobycz                                         | schied 1868 aus |
| Żyńczak Stefan                   | Landgemeinden              | 24. Wahlkreis Sanok, Rymanów, Bukowsko                         | |